# Desert Hot Springs Motel
Das Desert Hot Springs Motel (ursprünglich Bubbling Wells Resort, heute The Lautner Hotel) ist ein von John Lautner ursprünglich als Motel entworfenes und gebautes Gebäudeensemble in Desert Hot Springs im US-amerikanischen Bundesstaat Kalifornien. Es wird der organischen Architektur zugerechnet und nach zahlreichen Umbauten und Renovierungsarbeiten heute als Boutique-Hotel betrieben.

## Lage
Das Desert Hot Springs Motel befindet sich mitten im 25.000-Einwohner-Städtchen Desert Hot Springs im Riverside County, 150 km östlich von Los Angeles. Der erst 1941 gegründete Ort ist bekannt für seine Thermalquellen und liegt am nördlichen Rand des Coachella Valley.

## Geschichte
Die Anlage wurde 1947 vom Filmproduzenten Lucien Hubbard in Auftrag gegeben. Dieser hatte ursprünglich eine kleine Planstadt mit gut 100 Gebäuden als Refugium für Filmstars aus dem nahen Los Angeles im Sinn und hierfür ein 240 Hektar großes Grundstück erworben. Lautner errichtete zunächst ein Motel unter dem Namen Bubbling Wells Resort, das vier Wohneinheiten und ein Gemeinschaftsschwimmbecken umfasste. Die Wohneinheiten waren skalierbar; angedacht war eine Erweiterung um weitere, identische Einheiten bis zur gewünschten Größe des Gesamtprojekts. Das Projekt wurde nicht weitergeführt, und die Gesamtanlage lag für über 20 Jahre brach, während das mittlerweile Desert Hot Springs Motel genannte Motel von Hubbard und seiner Entourage als Refugium genutzt wurde. Nach dem Tod Hubbards 1971 wurde das Grundstück aufgeteilt und verkauft. Der Käufer des Motels ließ den Pool abreißen und das Grundstück brachliegen und verkaufte es 1981 an einen Innenarchitekten weiter, der die vier Wohneinheiten zu Apartments umbaute. Im Jahr 2000 verkaufte er das Gelände an Steve Lowe weiter, einen Assistenten von William S. Burroughs, der am Ort bereits das Burroughs gewidmete Desert Hot Springs Beat Hotel betrieb. Lowe restaurierte den Komplex nach Lautners Entwürfen, stattete ihn mit Mobiliar aus den späten 1940er- und frühen 1950er-Jahren aus und führte die Anlage wieder als Motel. Nach dem Tod Lowes 2007 kauften eine Innendesignerin und ein Möbeldesigner aus Los Angeles das ursprünglich auf über eine Million US-Dollar taxierte Objekt für 425.000 US-Dollar auf, renovierten es vier Jahre lang und eröffneten es 2011 mit Zustimmung der Lautner Foundation als Boutique-Hotel „The Lautner“ mit vier individuell gestalteten Zimmern neu.
Das Desert Hot Springs Motel ist das einzige Hotel, das Lautner je baute, und das einzige seiner Werke, das öffentlich zugänglich ist.

## Stil

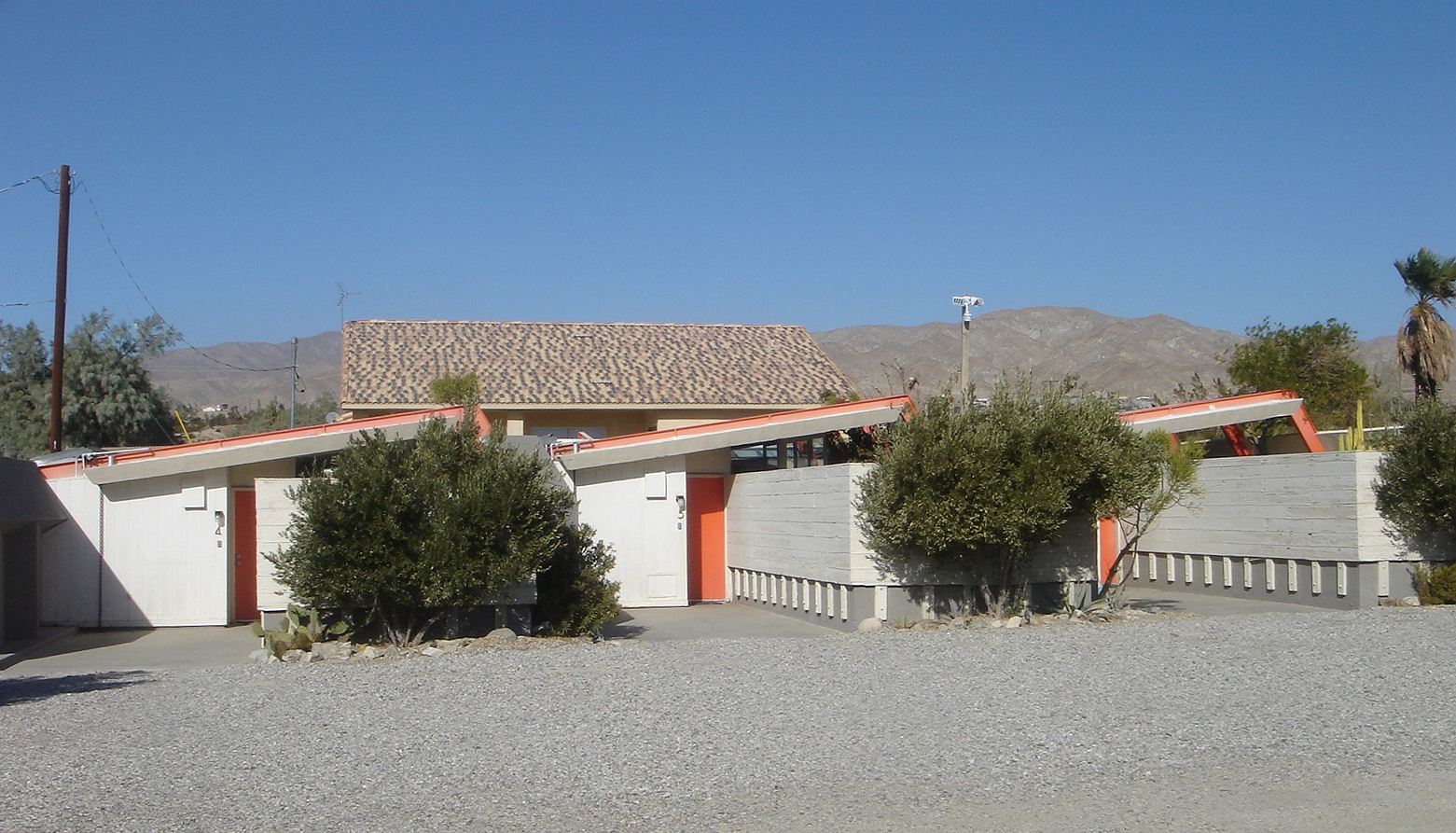
Frontansicht der Wohneinheiten (2006)

Die Anlage war trotz des Fokus auf die Ästhetik auf ein dauerhaftes Bestehen in der lebensfeindlichen Umgebung einer Wüste ausgerichtet; sie musste der Sonne, Sandstürmen, plötzlichen Regenfluten und Erdbeben standhalten. Wände und Dächer der unmittelbar benachbarten, 55 m² großen Wohneinheiten bestehen aus Spritzbeton, einem in den späten 1940er-Jahren ungewöhnlichen Baumaterial, das sonst nur bei der Konstruktion von Swimmingpools eingesetzt wurde. Die weiteren sichtbaren Baumaterialien sind Stahl, Holz des Küstenmammutbaums und Glas. In einem Interview erläuterte Lautner 1982, dass das durchschnittliche Motel in den 1940er-Jahren bedingt durch seine Leichtbauweise unter Windeinfluss zu „Rasseln und Schreien“ geneigt habe und er sich deswegen intuitiv für Beton und Stahl als tragende Materialien entschieden habe. Die in Rot gehaltenen Stahlträger ragen in die Räume hinein. Die Wohneinheiten haben eine identische Grundkonstruktion. Die äußere Form einer Wohneinheit ist dabei asymmetrisch, die tragenden Mauern sind auf einer Seite höher als auf der anderen, das jeweilige Dach ist somit schräg. Für die Anlage ergibt sich damit von außen eine gezackte Kontur, die an die schroffen Felsen der unmittelbar nördlich von Desert Hot Springs gelegenen Bergkette Little San Bernardino Mountains erinnern soll. Die Wohneinheiten selbst sind sehr verwinkelte Ein-Raum-Apartments mit trapezoidem Grundriss, offener Küche und Bad. Durch vollverglaste Außenfronten, Deckenlichter und die teiloffene Dachkonstruktion wirken die Apartments größer, als sie sind. Durch mannshohe Mauern und das überhängende Dach werden die Bewohner vor Wüstenwinden und der Sonne geschützt, außerdem schaffen sie Privatsphäre, die in den 1940er-Jahren für den Bauherren Hubbard und seine von den Medien fokussierte Clique in Los Angeles ein zentraler Wertbegriff war. Lautner-Biograf Nicholas Olsberg sieht deutliche Einflüsse des Hauses Taliesin West von Frank Lloyd Wright, dessen Schüler Lautner war und an dessen Taliesin-Projekt er mitgewirkt hatte. Das US-Lifestylemagazin Palm Springs Life wertete, die Anlage habe „trotz der ausgeklügelten Innenräume (...) den ästhetischen Reiz eines Armeebunkers“. Laut dem mit Lautner befreundeten Architekturfotografen Julius Shulman hielten die Einheimischen die Anlage deshalb zunächst für ein geheimes Regierungsprojekt.
Die Inneneinrichtung ist im modernistischen Stil Lautners der 1950er-Jahre gehalten. Die einzelnen Apartments sind unterschiedlich gestaltet. Die Möbel stammen u. a. vom zeitgenössischen Möbeldesigner Harry Bertoia. Eines der Zimmer ist dem Möbeldesigner Charles Hollis Jones gewidmet, dessen Blütezeit in den 1960er- und 1970er-Jahren lag. Eine gemeinschaftlich nutzbare, eingemauerte Fläche hinter den Wohneinheiten enthält u. a. einen kleinen Pool und einen Grill.
Der ursprüngliche Pool bildete ein unregelmäßiges Vieleck aus zwei getrennten Becken und war mittels einer Stahlkonstruktion teilüberdacht. Gläserne Wände schützten ihn vor dem Wüstenwind.

## Rezeption
2007 drehte die österreichische Regisseurin Sasha Pirker einen Kurzfilm über das Hotel, der auf der Viennale 2011 gezeigt wurde.